# Maxime Du Camp
Maxime du Camp (Parigi, 8 febbraio 1822 – Baden Baden, 8 febbraio 1894) è stato uno scrittore e fotografo francese.

## Biografia
Figlio di un noto chirurgo, studiò legge e si dedicò alla pittura negli anni giovanili.
Giornalista e grande viaggiatore, per i suoi scritti e le foto dei suoi viaggi si può considerare il primo inviato speciale dei suoi tempi.
Volontario nella spedizione dei Mille, lasciò la sua testimonianza nella sua opera: L'expédition des Deux Siciles, (tra i pochi suoi scritti, ad oggi, tradotti in italiano).
Questa sua testimonianza è preziosa perché è l'unica che ci è pervenuta dal continente mentre altri scrittori ne hanno scritto in modo parziale.
Quando era studente di diritto conobbe Gustave Flaubert e divennero molto amici, tanto da partire insieme in Bretagna nel 1847.
Questo viaggio ispirerà loro un libro scritto a due mani, Par les champs et par les grèves, pubblicato nel 1885.
Due anni più tardi 1849 partirono di nuovo insieme, questa volta verso l'Egitto e la Nubia, dove mentre Du Camp realizzava il suo reportage fotografico lungo il Nilo, Flaubert prendeva appunti nel suo taccuino di viaggio.
Du Camp fu fondatore della «Revue de Paris» nel 1857 (che si metteva in diretta concorrenza con la «Revue des Deux Mondes»), sulla quale pubblicò a puntate il romanzo del suo amico Flaubert, Madame Bovary.
Chiusa la sua esperienza con la sua rivista, scrisse per la «Revue des Deux Mondes» diversi reportage che raccolse e pubblicò in sei volumi.
Nel 1880 fu eletto Accademico di Francia.

## Opere
(parziale)

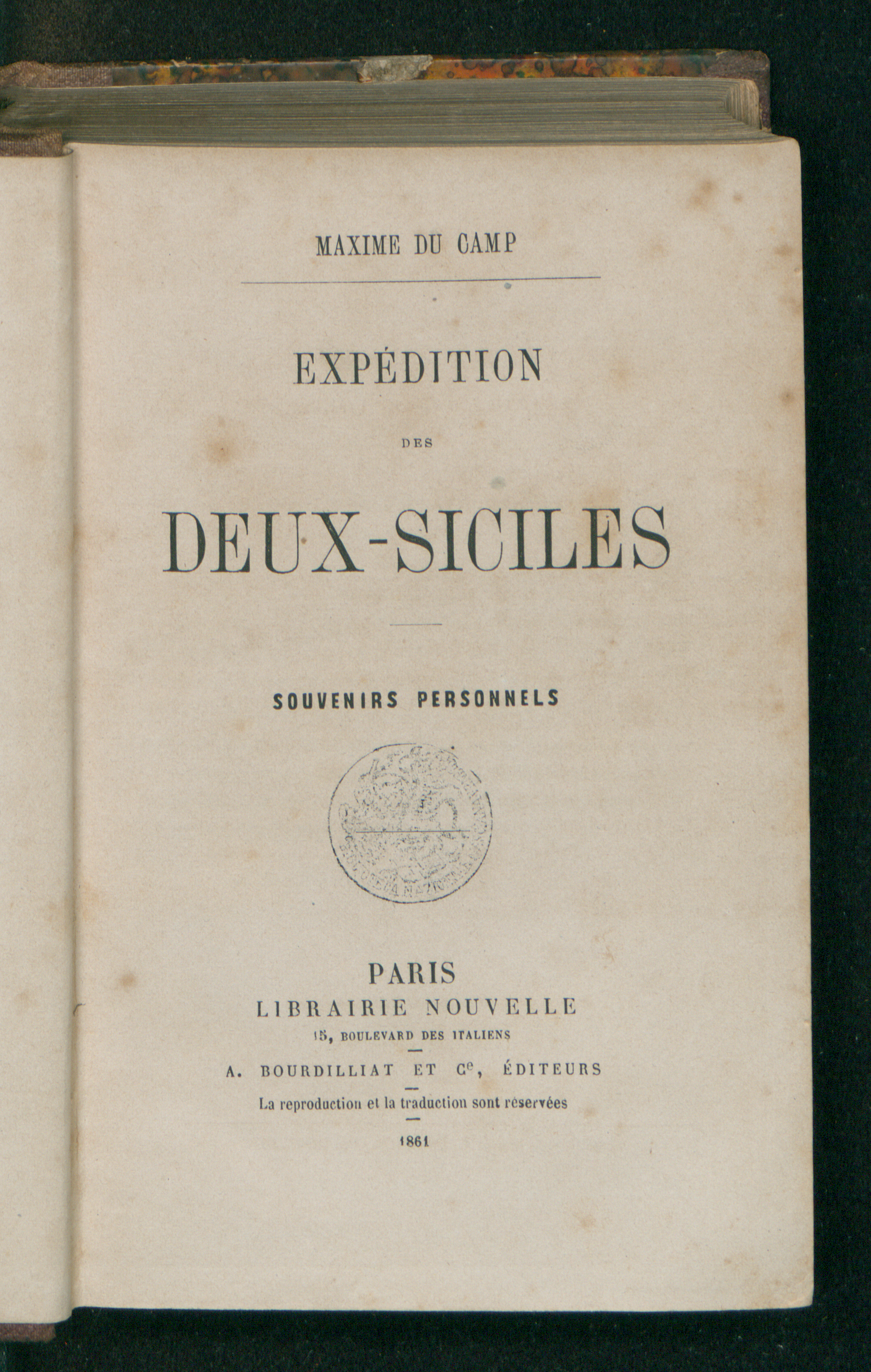
Expedition des Deux-Siciles, 1861. Da BEIC, Biblioteca digitale

- Voyage en Orient: 1849-1851, a cura di Giovanni Bonaccorso, Peloritana, Messina 1972
- Da Palermo al Volturno: memorie di un garibaldino, tr. Lillia de Rosa, introduzione e cura di Marsilio Bacci, Cappelli, Bologna 1974
- Per Garibaldi: estratti da «L'expedition des Deux Siciles», riduzione e presentazione di Narciso Nada, SEI, Torino 1982
- Attraverso l'Oriente con Flaubert, tr. Silvia Battaglia, Novecento, Palermo 1986